# Tinodes aberrans
Tinodes aberrans là một loài Trichoptera trong họ Psychomyiidae. Chúng phân bố ở miền Australasia.